# Breza (kommun)
Kommunen Breza (bosniska: Općina Breza, kyrillisk skrift: Општина Бреза) är en kommun i kantonen Zenica-Doboj i centrala Bosnien och Hercegovina. Kommunen hade 14 168 invånare vid folkräkningen år 2013, på en yta av 72,89 km².
Av kommunens befolkning är 92,84 % bosniaker, 2,22 % kroater, 1,46 % bosnier och 0,85 % serber (2013).